# Виллемс, Даниэль
Даниэль Виллемс (нидерл. Daniel Willems; 16 августа 1956, Херенталс, провинция Антверпен, Бельгия — 2 сентября 2016, коммуна Ворселар, провинция Антверпен, Бельгия) — бельгийский профессиональный шоссейный велогонщик в 1978—1985 годах. 
Участник летних Олимпийских игр 1976 года в командной гонке с раздельным стартом.

## Достижения
1976
2-й Брюссель — Опвейк U23
1977
1-й Тур Бретани — Генеральная классификация
1-й — Этапы 1а и 4а (ИГ)
1-й — Пролог Тур Валлонии
6-й Тур Фландрии U-23 U23
1978
1-й Чемпионат Фландрии
1-й Тур де Льеж — Генеральная классификация
1-й — Этапы 2, 4b, 5а
1-й Гран-при Зоттегема
2-й Тур Фландрии U-23 U23
7-й Тур Нидерландов — Генеральная классификация
1979
1-й  Тур Бельгии — Генеральная классификация
1-й — Этапы 1 и 6 (КГ)
1-й Четыре дня Дюнкерка — Генеральная классификация
1-й — Этап 4b
1-й Брабантсе Пейл
1-й Эшборн — Франкфурт
1-й Схелдепрейс
2-й Вуэльта Андалусии — Генеральная классификация
1-й — Пролог (КГ)
3-й Тур Фландрии
3-й Льеж — Бастонь — Льеж
3-й Тур Нидерландов — Генеральная классификация
1-й — Очковая классификация
4-й Париж — Тур
5-й Три дня Де-Панне — Генеральная классификация
5-й Париж — Ницца — Генеральная классификация
1-й  — Молодёжная классификация
6-й Супер Престиж Перно
6-й Чемпионат Цюриха
6-й Гент — Вевельгем
8-й Милан — Сан-Ремо
9-й Гран-при Валлонии
1980
1-й Париж — Тур
1-й Вуэльта Андалусии — Генеральная классификация
1-й — Этапы 3 и 5а
1-й Тур Лимбурга
1-й Букль де л’Он
2-й Тур Бельгии — Генеральная классификация
1-й — Этап 5
2-й Гран-при Эдди Меркса
4-й Эшборн — Франкфурт
5-й Тур Швейцарии — Генеральная классификация
1-й — Этапы  1, 2, 3, 4a и 4b
5-й Чемпионат Цюриха
7-й Париж — Рубе
7-й Амстел Голд Рейс
8-й Гран-при Валлонии
9-й Тур Романдии — Генеральная классификация
9-й Тур дю От-Вар — Генеральная классификация
1981
1-й Флеш Валонь
1-й Grand Prix d'Antibes
1-й Критериум дез Ас
1-й Хейстсе Пейл
1-й — Этапы  11 и 19 Тур де Франс
1-й — Этап 1а Тур Бельгии
1-й — Этапы 1, 4 и 5 Неделя Каталонии
1-й — Этап 3 Grand Prix du Midi libre
1-й — Этап 3 Tour de l'Aude
2-й Circuit Mandel-Lys-Escaut
3-й Эшборн — Франкфурт
3-й Чемпионат Цюриха
4-й Гран-при Эдди Меркса
6-й Трофео Лайгуэлья 
10-й Тур Фландрии
1982
1-й — Этап 3 Три дня Де-Панне
1-й — Этапы 1 и 2а Рут д’Окситания
1-й Гран-при Эдди Меркса
2-й Ле-Самен
3-й E3 Харелбеке
6-й Тиррено — Адриатико — Генеральная классификация
Тур де Франс
7-й — Генеральная классификация
1-й — Этапы  3 и 20
7-й Четыре дня Дюнкерка — Генеральная классификация
1-й — Этап 1
7-й Брабантсе Пейл
8-й Tour de l'Aude
1983
2-й Гран-при Эдди Меркса

## Статистика выступлений

### Гранд-туры
| Гранд-тур                 | 1981 | 1982 | 1983 | 1984 |
| ------------------------- | ---- | ---- | ---- | ---- |
| Джиро д’Италия            | —    | —    | —    | 71   |
| Тур де Франс              | НФ   | 7    | НФ   | —    |
| (c 2010 ) Вуэльта Испании | —    | —    | —    | —    |

| —  | Не участвовал  |
| НФ | Не финишировал |